# Gödényháza
Gödényháza település Ukrajnában, a Beregszászi járásban.

## Fekvése
Nagyszőlőstől keletre, Nyaláb várától délnyugatra, Tekeháza és Nagytarna közt fekvő település.

## Története
Az egykor Ugocsa vármegyéhez és a nyalábi várhoz tartozó  magyarok lakta Árpád-kori települést 1262 előtt Gewden néven említette egy oklevél, de a tatárjárás alatt a falu elpusztult.
Gödényháza a Gödény család ősi birtoka volt, a fennmaradt hagyomány szerint a Nyalábvárban szolgáló Gödény kapta a királytól hűsége jutalmaként.
1262-ben V. István király birtokai közé tartozott, ekkor Thornatelek néven írták az oklevelek és a király vendégei lakták.
V. István király e birtokát cserébe adta Munkách fia Nede Szatmár megyei Adria (Adorján) nevű birtokáért.
1391-ben a birtokon megosztoztak Gewdinházi Péter fiai Balás és Péter.
1466-ban Mátyás király megerősítette az V. István által a Gödény család adománylevelét.
1470-ben Gewdenházi Barthes fia István királyi ember volt a Szirmayak beiktatásánál.
1700-as években a családnak Szatmár megyében  Homok és Batiz helységekben is volt birtokuk.
1750-ben pedig Péterfalva, Tivadarfalva és Forgolány helységekre, Andrásfalva és Csatóháza puszták részeire nyert nádori adományt a Gewdengázi család.
Gödényháza az 1800-as évek elején Gödény Pál birtoka volt, kinek ezenkívül Tivadarfalván is volt birtoka, utóbbi helyen a családból István, József és Gáspár is birtokos volt.
1910-ben 846 lakosa volt, melyből 766 magyar, 75 ruszin, ebből 90 római katolikus, 385 görögkatolikus. 320 református volt.
A trianoni békeszerződés előtt Gödényháza Ugocsa vármegye Tiszántúli járásához tartozott.

## Nevezetességei
- Református temploma 1664-ben épült, 1906-ban építették át.
- Görögkatolikus templom